# Gran visir

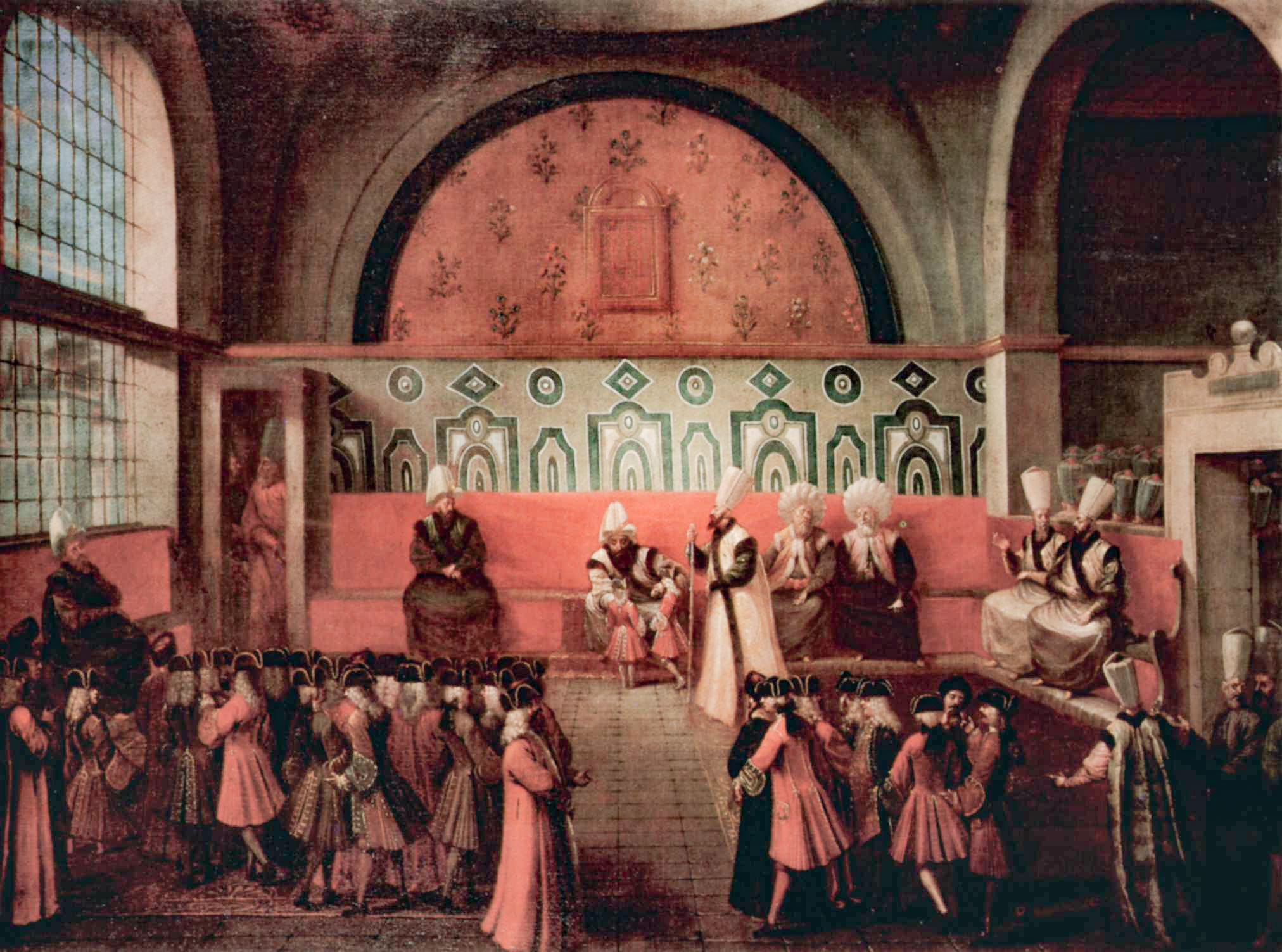
L'ambasciatore francese, Visconte d'Andrezel, ricevuto dal Gran visir Ibrahim Pascià (10 ottobre 1724)
Opera di Jean-Baptiste van Mour

Il Gran visir, talvolta scritto Gran vizir (in lingua turca ottomana: sadrazam o vezir-i âzam) era il Primo ministro dell'Impero ottomano (ma anche dell'India mughal). Questo titolo deriva dal medio-persiano (pahlavico) vičir (rappresentante). I suoi uffici si trovavano presso la Sublime porta.

## Funzione
Incaricato senza altro vincolo che non fosse quello della volontà sovrana del Sultano di gestire ogni affare di Stato, il Gran visir non era revocabile se non dal Sultano stesso. Custode del sigillo imperiale, egli poteva convocare gli altri visir di grado gerarchicamente subordinato in un consiglio chiamato «visir della cupola» (Kubbealtı vezirler) in riferimento all'architettura della sala del palazzo sultanale in cui esso si riuniva.

Stemma del Gran Visir ottomano

## Gran visir dell'Impero ottomano
All'origine dell'Impero ottomano, era utilizzato il solo titolo di visir. Il primo dei visir ottomani a portare il titolo di gran visir fu Çandarlı Kara Halil Hayreddin Pascià, per distinguersi dagli altri visir a lui sottoposti.
Il titolo originale di vezir-i âzam fu progressivamente sostituito da sadrazam, che significava supremo visir. I Gran visir portarono del pari i titoli di sadr-ı âlî (visir supremo), vekil-i mutlak (vicario assoluto), sâhib-i devlet (signore della dinastia o signore dello Stato) o zât-ı âsafî (persona visirale).
Dal 1656 al 1703, l'Impero fu governato da una sequela di potenti Gran visir della famiglia dei Köprülü. La funzione perse in seguito prestigio e potenza a causa della debolezza dei sultani e della crescita del potere nei gradi amministrativi inferiori.
Dopo l'avvio delle Tanzimat nel XIX secolo, il ruolo dei Gran visir si avvicinò a quello dei Primi ministri, nel senso occidentale del termine.